# Inštitut za tehnologijo Ekonomsko-poslovne fakultete v Mariboru
Inštitut za tehnologijo deluje v okviru Raziskovalno-izobraževalnega centra Ekonomsko-poslovne fakultete Univerze v Mariboru.